# Gerard Lundeberg
Gerard Wilhelm Kristiansson Lundeberg, född den 15 oktober 1902 i Forsbacka, Valbo församling, Gävleborgs län, död den 4 februari 1978 i Stockholm, var en svensk företagsledare. Han var son till Kristian Lundeberg.
Lundeberg avlade studentexamen i Stockholm 1921 och bedrev språkstudier i Tyskland och England 1922–1925. Han var anställd som tjänsteman vid Stockholms Rederi Svea 1926–1937 och chef för ångbåtsavdelningen hos Olsson & Wright 1937–1939. Han blev direktörsassistent vid utrikesavdelningen vid Stockholms Rederi Svea 1939, chef för utrikesavdelningen 1944 och verkställande direktör 1948. Han var styrelseledamot i Korsnäs från 1942 och i Sandvikens Jernverk från 1960. Gerard Lundeberg är begravd på Norra begravningsplatsen utanför Stockholm.